# Canon EOS Cinema
El sistema de Canon EOS Cinema (Cinema Electro-Optical System) consta en el seu catàleg de càmeres SLR digitals i sense mirall.
Es va introduir a finals de 2011 amb la Canon EOS C300, seguida per la Canon EOS C500 i la Canon EOS 1D C a principis de 2012.
Cinema EOS és una branca de la línia existent de Canon EOS, la qual es remunta el 1987 amb la introducció de la Canon EOS 650, una càmera de pel·lícula de 35mm. El 2008, la Canon EOS 5D Mark II va ser la primera en incorporar la funció de vídeo en una càmera reflex de Canon.

## Història
La línia Cinema EOS es va llançar a finals de 2011, amb una gala de diversos dies celebrada als estudis Paramount. Va intervenir el director Martin Scorsese i es van presentar quatre pel·lícules (dirigides per Sam Nicholson, ASC; Vincent LaForet, Richard Crudo, ASC i Felix Alcala ASC/Larry Carroll) gravades amb la nova Canon C300. Els productes introduïts incloïen la C300 i les noves lents CN-E (amb muntura Canon EF i Arri PL).
A principis de 2012, Canon va començar a expandir la línia Cinema EOS amb la C500, la qual a diferència de la C300, consta de gravació en 4K/QHD i captura en RAW. La nova C500 va ser la primera càmera a oferir enregistrament de vídeo sense comprimir.
Canon també va presentar una variant de la Canon EOS-1D X, anomenada Canon EOS-1D C, la qual inclou enregistrament 4K (però no en RAW) amb un sensor de fotograma complet.
El 2018 Canon va anunciar la Canon EOS C700 FF, la primera càmera amb sensor de fotograma complet i gravació de vídeo 5.9K de la marca.
El 2019 Canon va llançar la Canon EOS C500 Mark II, una millorada de la C500. Aquesta versió actualitzada incloïa un sensor Full Frame 5.9K (el mateix sensor que la càmera C700) i permetia la gravació en RAW a les targetes CFexpress tipus B. La càmera consta d'un rang dinàmic més alt, amb més de 15 passos. La càmera també inclou un sistema de filtres ND integrat.
A principis del 2020 Canon va presentar la Canon EOS C300 Mark III, una càmera Super 35 4K que comparteix un cos similar al de la C500 Mark II. Aquesta permet la gravació en RAW a targetes CFexpress tipus B i inclou un sensor de sortida de doble guany, el qual permet un rang dinàmic de més de 16 passos. La càmera també inclou un sistema de filtres ND integrat.
A finals del 2020, Canon va llançar la C70, una càmera que uneix els càmeres de vídeo DSLR amb els usuaris de càmeres de cinema. Inclou totes les característiques de la C300 Mark III, però en un cos més petit el qual és més atractiu per als cineastes independents. La càmera utilitza la muntura Canon RF, la qual té una distància focal de brida més curta que permet adaptar-hi fàcilment les lents d'altres muntures (com les muntures de lents de cinema més habituals com PL o EF). Té funcions com un port de codi de temps, botons assignables per l'usuari, filtres ND integrats, una sèrie de ports d'àudio i el conjunt complet d'eines de monitoratge de Canon.
El 2022 Canon va llançar la R5 C, una versió cinematogràfica de la R5, una càmera sense mirall de la marca. És una càmera de fotograma complet amb muntura RF, la primera que permet la gravació interna de 8K en RAW.
El 2023, Canon va presentar les set primeres òptiques CN-R, objectius de cinema amb muntura Canon RF.

## Esquema de noms de les càmeres d'EOS Cinema
El sistema Canon EOS Cinema esta format pels següents models de càmeres, les quals es divideixen pel tipus de sensor d'imatge i muntura.

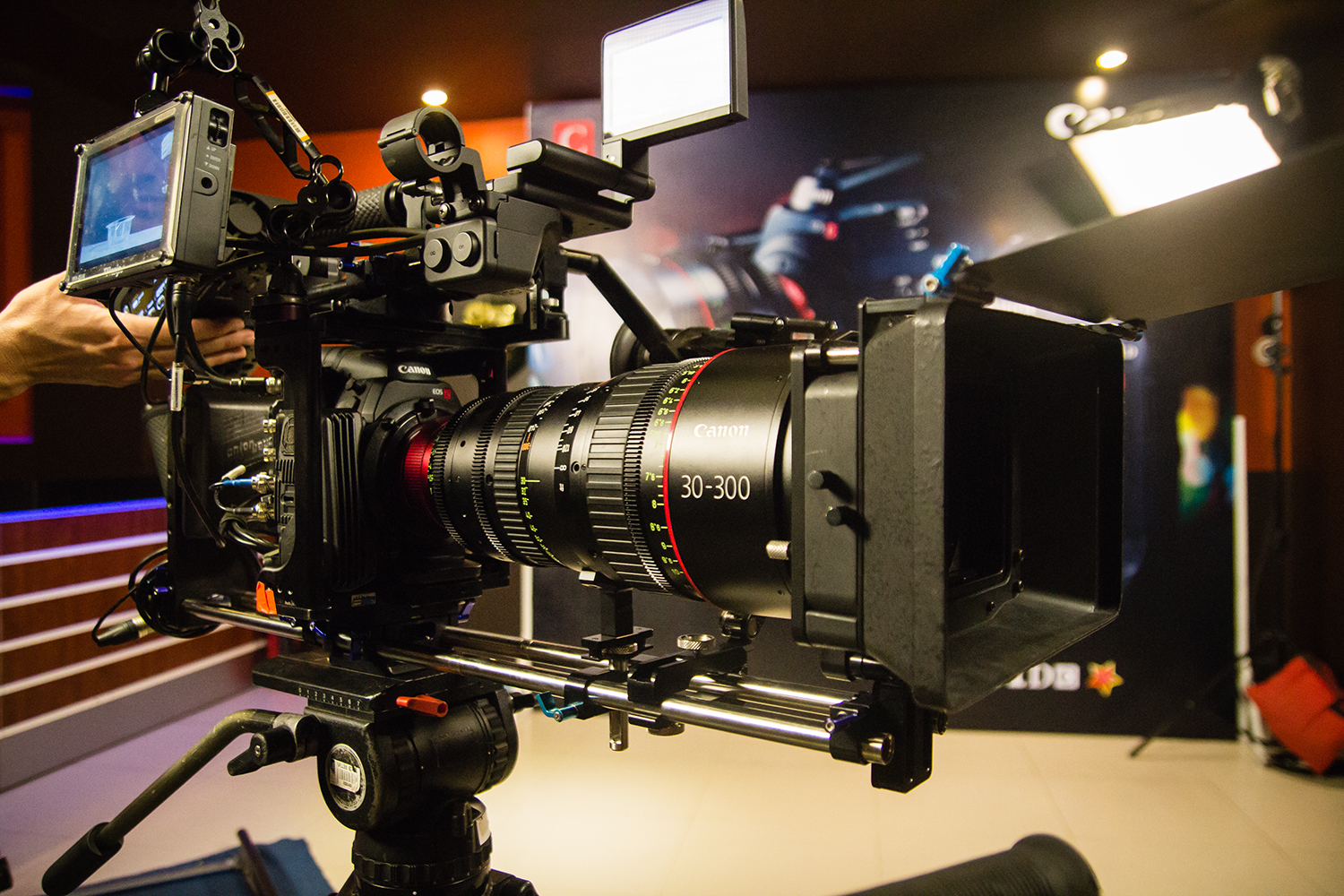
Canon EOS C500 + CN-E 30-300mm

| Sensor     | Model    | Muntura | Any  |
| ---------- | -------- | ------- | ---- |
| Full Frame | C80      | RF      | 2024 |
| Full Frame | C400     | RF      | 2024 |
| Full Frame | R5 C     | RF      | 2022 |
| Full Frame | C500 II  | EF      | 2019 |
| Full Frame | C700 FF  | EF / PL | 2018 |
| Full Frame | 1D C     | EF      | 2012 |
| Super 35   | C70      | RF      | 2020 |
| Super 35   | C300 III | EF      | 2020 |
| Super 35   | C200     | EF      | 2017 |
| Super 35   | C700     | EF / PL | 2016 |
| Super 35   | C300 II  | EF      | 2015 |
| Super 35   | C100 II  | EF      | 2014 |
| Super 35   | C100     | EF      | 2012 |
| Super 35   | C500     | EF / PL | 2012 |
| Super 35   | C300     | EF / PL | 2011 |

## Objectius
Canon consta en el seu catàleg d'una sèrie d'objectius específics per a les seves càmeres de cinema amb les següents nomenclatures:
- CN-E: Objectiu pel sistema Cinema EOS amb muntura EF
- CN-R: Objectiu pel sistema Cinema EOS amb muntura RF
- F: Objectiu dissenyat per càmeres amb sensors Full Frame
- L (Luxury): Objectiu de qualitat professional, amb millor construcció
- P: Objectiu amb muntura PL
- S: Objectiu dissenyat per càmeres amb sensors super 35

### Super 35
Actualment aquests objectius són els disponibles per la gamma de cinema amb sensor super 35:
| Distància focal | Obertura(T) | Any  | Distància mínima d'enfoc | Diametre del filtre | Diametre del filtre |
| --------------- | ----------- | ---- | ------------------------ | ------------------- | ------------------- |
| 14-35mm         | 1.7         | 2023 | 0.60m                    | 114mm               | EF / PL             |
| 14.5-60mm       | 2.6         | 2011 | 0.70m                    | 136mm               | EF / PL             |
| 15.5-47mm       | 2.8         | 2012 | 0.50m                    | 114mm               | EF / PL             |
| 17-120mm        | 2.95-3.9    | 2024 | 0.85m                    | 112mm               | RF / PL             |
| 18-80mm         | 4.4         | 2016 | 0.50m                    | -                   | EF                  |
| 30-105mm        | 2.8         | 2012 | 0.60m                    | 114mm               | EF / PL             |
| 30-300mm        | 2.95-3.7    | 2011 | 1.50m                    | 136mm               | EF / PL             |
| 31.5-95mm       | 1.7         | 2023 | 1.00m                    | 114mm               | EF / PL             |
| 70-200mm        | 4.4         | 2017 | 1.20m                    | -                   | EF                  |
| CN8X15          | 2.95-3.95   | 2022 | 0.85m                    | 114mm               | EF / PL             |
| CN10X25         | 2.95-3.95   | 2020 | 1.20m                    | 114mm               | EF / PL             |
| CN7x17          | 2.95-3.95   | 2014 | 0.85m                    | 114mm               | EF / PL             |
| CN20x50         | 5.0-8.9     | 2018 | 3.50m                    | 136mm               | EF / PL             |

### CN-E
Actualment aquests objectius són els disponibles per la gamma de cinema amb sensor Full Frame i muntura EF:

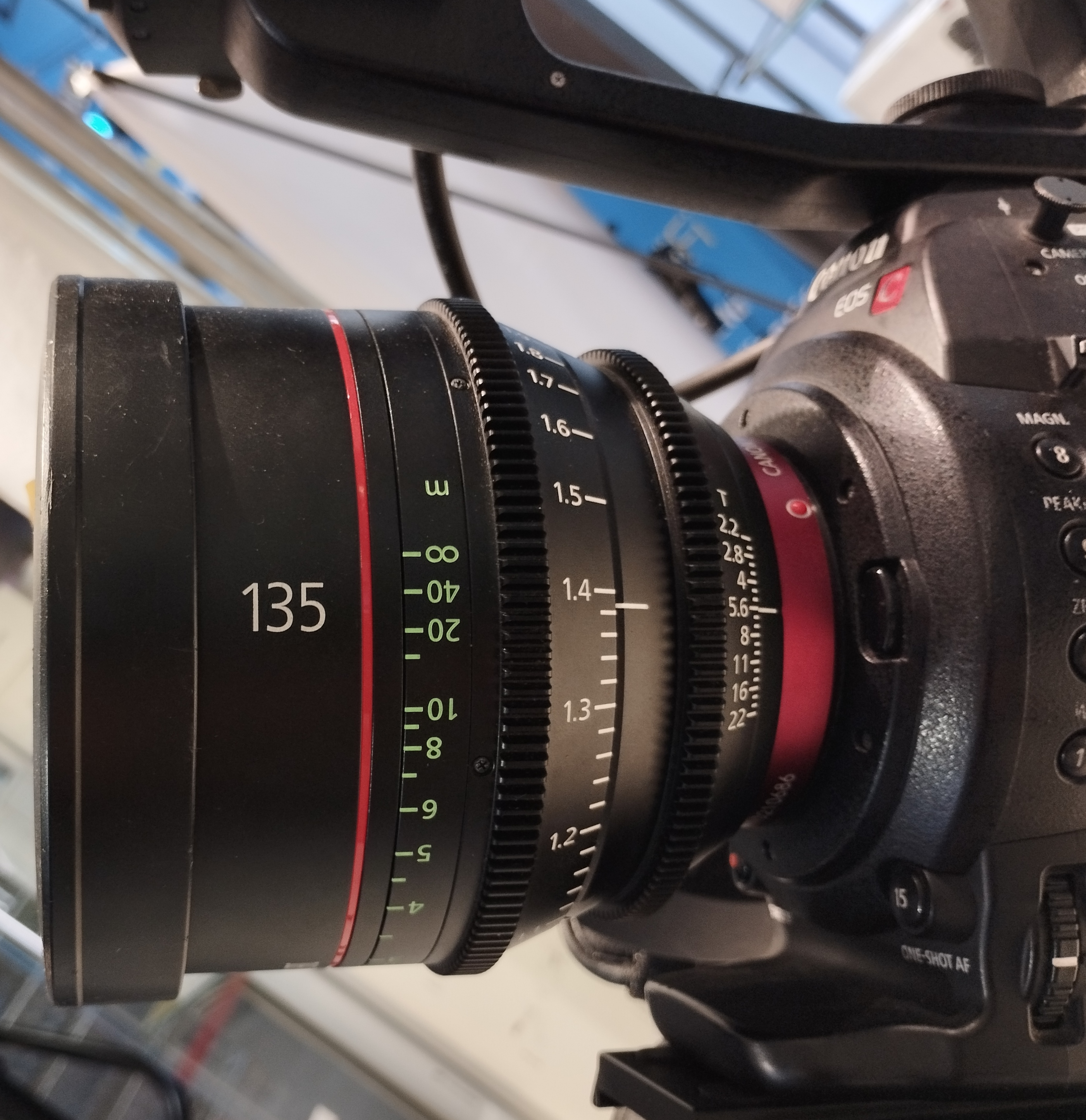
Canon CN-E 135mm T2.2 L F

| Distància focal | Obertura(T) | Any  | Distància mínima d'enfoc | Diametre del filtre |
| --------------- | ----------- | ---- | ------------------------ | ------------------- |
| 14mm            | 3.1         | 2013 | 0.20m                    | 114mm               |
| 20mm            | 1.5         | 2023 | 0.30m                    | 114mm               |
| 24mm            | 1.5         | 2011 | 0.30m                    | 114mm               |
| 35mm            | 1.5         | 2015 | 0.30m                    | 114mm               |
| 50mm            | 1.3         | 2011 | 0.45m                    | 114mm               |
| 85mm            | 1.3         | 2011 | 0.95m                    | 114mm               |
| 135mm           | 2.2         | 2013 | 1.00m                    | 114mm               |

| Distància focal | Obertura(T) | Any  | Distància mínima d'enfoc | Diametre del filtre | Muntura |
| --------------- | ----------- | ---- | ------------------------ | ------------------- | ------- |
| 20-50mm         | 2.4         | 2022 | 0,60m                    | 114mm               | EF / PL |
| 45-135mm        | 2.4         | 2022 | 1,00m                    | 114mm               | EF / PL |

### CN-R
Actualment aquests objectius són els disponibles per la gamma de cinema amb sensor Full Frame i muntura RF:
| Distància focal | Obertura(T) | Any  | Distància mínima d'enfoc | Diametre del filtre |
| --------------- | ----------- | ---- | ------------------------ | ------------------- |
| 14mm            | 3.1         | 2023 | 0.20m                    | 114mm               |
| 20mm            | 1.5         | 2023 | 0.30m                    | 114mm               |
| 24mm            | 1.5         | 2023 | 0.30m                    | 114mm               |
| 35mm            | 1.5         | 2023 | 0.30m                    | 114mm               |
| 50mm            | 1.3         | 2023 | 0.45m                    | 114mm               |
| 85mm            | 1.3         | 2023 | 0.95m                    | 114mm               |
| 135mm           | 2.2         | 2023 | 1.00m                    | 114mm               |

### Adaptadors
- Adaptador de muntura EF-RF 0.71x: Permet utilitzar objectius amb muntura EF a la Canon C70 i mantinguen la mateixa distància focal de l'òptica que quan s'utilitza un sensor full frame. En reduir la longitud focal de l'objectiu, augmenta la transmissió de llum, cosa que incrementa el diafragma d'un objectiu.[21]

## Terceres marques
Actualment, les següents marques fabriquen objectius de cinema amb muntura EF / RF de Canon:
- Irix[22]
- Laowa[23]
- Meike[24]
- Mitakon[25]
- Samyang[26] i Xeen[27]
- Sirui[28]
- Viltrox[29]

Les càmeres de cinema de Canon amb muntura PL són compatibles amb diverses marques, la principal d'elles Arri.